# 10,5 cm leFH 16
De 10,5 cm leichte Feldhaubitze 16 (10,5 cm leFH 16) was een veldhouwitser gebruikt door Duitsland in de Eerste Wereldoorlog en de Tweede Wereldoorlog. Ze deelden dezelfde affuit als de 7,7 cm FK 16. De houwitsers werden aan het Belgisch Leger geschonken als onderdeel van de herstelbetalingen na de Eerste Wereldoorlog. Ze werden in de Tweede Wereldoorlog, na de verovering van België, teruggenomen door de Wehrmacht als de 10,5 cm leFH 327(b).
10,5 cm leFH 16 · 120 mm Krupp M1905 ·  15 cm sFH 02 · 15 cm sFH 13  · 21 cm Mörser 10  ·  42 cm Gamma Mörser ·  Dikke Bertha